# Thomas Del Ruth

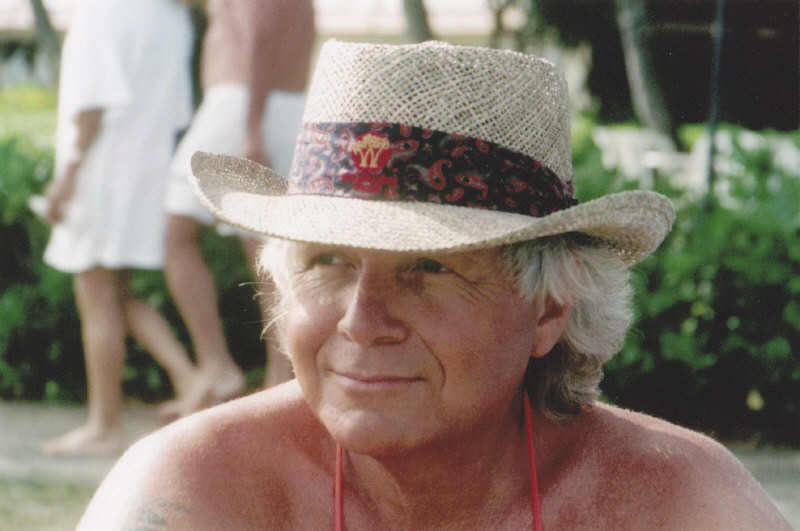
Thomas Del Ruth, 2004

Thomas Anthony Del Ruth (* 1. Mai 1942 in Beverly Hills, Los Angeles County, Kalifornien) ist ein US-amerikanischer Kameramann.

## Leben
Thomas Del Ruth ist der Sohn des Regisseurs Roy Del Ruth und der Schauspielerin Winnie Lightner. Er studierte von 1961 bis 1962 an der Ruprecht-Karls-Universität Heidelberg und, nachdem er seinen Wehrdienst als Fallschirmjäger bei der United States Army beendet hatte, von 1964 bis 1965 an der University of Southern California. Er fand anschließend vorübergehend einen Job in der Poststelle der Walt Disney Studios. Nachdem man ihm mit Saul Halprin, dem Leiter der Kameraabteilung von 20th Century Fox, wurde er von Fox engagiert und arbeitete bereits 1966 als Kameraassistent an der Fernsehserie Batman und von Joseph MacDonald bei dessen Arbeit an dem Filmdrama Kanonenboot am Yangtse-Kiang mit.
Sein Debüt als hauptverantwortlicher Kameramann gab er mit zwei 1979 veröffentlichten Folgen der Fernsehserie Mrs. Columbo. Den Höhepunkt erreichte Del Ruths Karriere in den 1980er-Jahren, als er bei bekannten Filmen wie The Breakfast Club, Stand by Me – Das Geheimnis eines Sommers und Kuck mal, wer da spricht! für die Kamera verantwortlich war.
Del Ruth verließ die Dreharbeiten zum Film Der Mann ohne Gnade (1982), da er von Regisseur Michael Winners Fokus auf eine lange Verwaltigungsszene angewidert war. Richard H. Kline wurde als Ersatz engagiert.
Seit 1981 ist Del Ruth mit Patricia West-Del Ruth verheiratet. Sie haben zwei gemeinsame Söhne: Matthew A. Del Ruth und Sean W. Del Ruth  arbeiten ebenfalls als Kameramänner. Er selbst lebt inzwischen mit seiner Frau in Bend, Oregon, im Ruhestand.

## Filmografie (Auswahl)
- 1980: Hotel zur Hölle (Motel Hell)
- 1980: Vaterliebe (Mark, I Love You)
- 1981: Devil’s House – Wenn Mauern töten (This House Possessed)
- 1981: Die Maulwürfe von Beverly Hills (Underground Aces)
- 1982: Der Leihvater (Help Wanted: Male)
- 1982: Der Mann ohne Gnade (Death Wish II)
- 1982: Ein Team wie ’ne Million (Million Dollar Infield)
- 1983: Ein Sprung in der Schüssel (Hysterical)
- 1983: Was wird nur aus den Kindern? (Who Will Love My Children?)
- 1984: Impulse – Stadt der Gewalt (Impulse)
- 1984: Unter Verdacht (Best Kept Secrets)
- 1985: The Breakfast Club
- 1985: Fandango
- 1986: Stand by Me – Das Geheimnis eines Sommers (Stand by Me)
- 1986: Wer ist meine Frau (Who Is Julia?)
- 1987: Running Man (The Running Man)
- 1987: Was nun? (Cross My Heart)
- 1988: Satisfaction
- 1989: Kuck mal, wer da spricht! (Look Who’s Talking)
- 1990: Kuck mal, wer da spricht 2 (Look Who’s Talking Too)
- 1992: Immer Ärger mit Robbie (Little Sister)
- 1992: Kuffs – Ein Kerl zum Schießen (Kuffs)
- 1992: Mighty Ducks – Das Superteam (The Mighty Ducks)
- 1992: T-Bone und Weasel (T Bone N Weasel)
- 1993: Der Konzern (Barbarians at the Gate)
- 1993: Punishment – Spur der Gewalt (Donato and Daughter)
- 1993: Teuflisches Spiel (House of Secrets)
- 1994: Blondes Gift – Die zwei Gesichter einer Frau (Shattered Image)
- 1994: Eine Weihnacht (One Christmas)
- 1994: Next Door – Zur Hölle mit den Nachbarn (Next Door)
- 1994: Royce
- 1994: Eine Weihnacht (One Christmas, Fernsehfilm)
- 1995: Die letzte Hoffnung (My Brother’s Keeper)
- 1996: Danielle Steel – Es zählt nur die Liebe (Full Circle)
- 1996: Der kalte Hauch des Todes (Chasing the Dragon)
- 1997: Asteroid – Tod aus dem All (Asteroid)
- 1997: Beaver ist los! (Leave It to Beaver)
- 1997: Die Jagd nach dem Baby (When the Cradle Falls)
- 1998: Zwei Männer, eine Frau und eine Hochzeit (Kissing a Fool)
- 1999: Tückische Freundschaft – Die Rache einer Mutter (Down Will Come Baby)
- 2005: Der Ehrenkodex (Code Breakers)
- 2010: Verliebt und ausgeflippt (Flipped)

### Serie
- 1979: Mrs. Columbo (zwei Folgen)
- 1993: Akte X – Die unheimlichen Fälle des FBI (The X-Files, eine Folge)
- 1994: Emergency Room – Die Notaufnahme (ER, drei Folgen)
- 1995: JAG – Im Auftrag der Ehre (JAG, sechs Folgen)
- 1998: Charmed – Zauberhafte Hexen (Charmed, neun Folgen)
- 1999–2004: The West Wing – Im Zentrum der Macht (The West Wing, 107 Folgen)